# Srečko Koporc
Srečko Koporc, slovenski skladatelj, dirigent in pedagog, * 17. november 1900, Dobrnič, † 19. marec 1965, Ljubljana.
V matično knjigo je vpisan kot Feliks Koporc. Njegov oče Franc Koporc je bil trgovec in izdelovalec orgel, in mu je posredoval prvo glasbeno znanje. Mati mu je bila Cecilija (rojena Zaletel). Srečko se je glasbe učil še pri Ignaciju Hladniku in Mariju Kogoju. Na dunajskem glasbenem konservatoriju je študiral pri Schoenbergovem učencu Egon Lustgarten. Koporčeva glasba nosi že neoklasicistične poteze, skomponiral je več skladb za orkester in pisal glasbeno-teoretske razprave. V zadnjih letih svojega življenja je trpel za depresijo in mnogo svojih del uničil.